# Sede titolare di Fes
Fes (in latino: Fessensis seu Fecensis) è una sede titolare soppressa della Chiesa cattolica.

## Storia
Fès fu sede degli episcopi Marrochitani seu Marrochiensis. Dal Cinquecento agli inizi del Settecento la Santa Sede istituì due sedi titolari, Facensis e Marrochiensis, in riferimento alla medesima diocesi del Marocco. La sede titolare di Fes fu poi soppressa a metà del Settecento.
Il nome è stato confuso anche con la diocesi di Fessei (in latino: Fesseitana).

## Cronotassi dei vescovi titolari
- Francisco Fernandes † (27 settembre 1496 - 1521 deceduto)
- Francesco Messia de Molina † (3 settembre 1533 - ?)
- Belchior Belagio † (15 dicembre 1557 - 1568 dimesso)
- Teotónio de Bragança, S.I. † (4 luglio 1578 - 7 dicembre 1578 succeduto arcivescovo di Évora)
- Francisco de Santa Maria, C.R.S.J.E. † (12 dicembre 1583 - 6 settembre 1596 deceduto)
- Jorge Queimado, O.S.A. † (1º febbraio 1599 - 29 aprile 1618 deceduto)
- Manoel dos Anjos, O.F.M.Obs. † (15 novembre 1621 - 28 ottobre 1634 deceduto)
- Gabriel da Anunciação, C.R.S.J.E. † (26 marzo 1640 - 18 marzo 1644 deceduto)
- Stanisław Giannotti, C.R.S.A. † (1º dicembre 1659 - 1681 deceduto)
- Hieronim Wierzbowski † (22 settembre 1681 - maggio 1712 deceduto)
- Gábor Antal Erdődy † (19 novembre 1714 - 3 marzo 1715 succeduto vescovo di Eger)
- Louis Philippe d'Auneau de Visé † (14 marzo 1718 - 26 giugno 1729 deceduto)